# Люк Фриден
Люк Фриден (на люксембургски: Luc Frieden) е люксембургски политик от Християнската социална народна партия.
Роден е на 16 септември 1963 година в Еш сюр Алзет. Завършва право в Университета „Пантеон-Сорбон“, след което защитава и магистратури в Кеймбриджкия и Харвардския университет. Работи като адвокат и води телевизионни предавания на люксембургски на правни и политически теми. През 1994 година е избран за депутат, а от 1998 до 2013 година участва в правителствата на Жан-Клод Юнкер като министър на правосъдието и на бюджета (1998 – 2009), министър на отбраната (2004 – 2006) и министър на финансите (2006 – 2013). След това е вицепрезидент в „Дойче Банк“ (2014 – 2016), адвокат и председател на Люксембургската търговска камара (2019 – 2023).
На 17 ноември 2023 година Фриден е избран за министър-председател начело на коалиция на Християнската социална народна партия и Демократическата партия.